# NGC 584
NGC 584 је елиптична галаксија у сазвежђу Кит која се налази на NGC листи објеката дубоког неба.
Деклинација објекта је - 6° 52' 2" а ректасцензија 1h 31m 20,5s. Привидна величина (магнитуда) објекта NGC 584 износи 10,5 а фотографска магнитуда 11,5. Налази се на удаљености од 19,967 милиона парсека од Сунца. NGC 584 је још познат и под ознакама IC 1712, MCG -1-4-60, PGC 5663.